# Peter Gadet
Peter Gadet (zm. 15 kwietnia 2019 w Chartumie) – generał, dowódca obrony powietrznej Ludowej Armia Wyzwolenia Sudanu (SPLA), który tuż przed proklamacją niepodległości przez Sudan Południowy zbuntował się i przystąpił do Armii Wyzwolenia Sudanu Południowego (SSLA), która rozpoczęła rebelię wobec SPLA.
Peter Gadet wywodzi się z plemienia Nuerów. W trakcie II wojny domowej w Sudanie, był członkiem Sił Obrony Sudanu Południowego (SSDF), na czele których stał Riek Machar. Po fuzji SSDF z SPLA, Gadet został dowódcą obrony powietrznej SPLA. Krytykował dominującą rolę plemienia Dinków w południowosudańskiej armii oraz panujący tam nepotyzm. . Tym samym 11 kwietnia 2011 zdezerterował z armii, podnosząc bunt i przyłączając się do Armii Wyzwolenia Sudanu Południowego (SSLA). Po niespełna czterech miesiącach walk, 3 sierpnia 2011 Peter Gadet ogłosił zawieszenie broni korzystając z amnestii przyznaną przez rząd w Dżubie. Po nieudanym zamachu stanu z 15 grudnia 2013, Peter Gadet przystąpił do puczystów i na czele SSLA zajął cztery dni później miasto Bur.